# Trapezonotus
Trapezonotus is een geslacht van wantsen uit de familie bodemwantsen (Lygaeidae). Het geslacht werd voor het eerst wetenschappelijk beschreven door Franz Xaver Fieber in 1860.

## Soorten
Het genus bevat de volgende soorten:

- Trapezonotus derivatus Barber, 1918
- Trapezonotus diversus Barber, 1918
- Trapezonotus exterminatus Scudder, 1890
- Trapezonotus montanus Wagner, 1957
- Trapezonotus riguus Statz & Wagner, 1950
- Trapezonotus striatus Statz & Wagner, 1950
- Trapezonotus stygialis Scudder, 1890
- Trapezonotus vandykei Van Duzee, 1937

Subgenus Gnopherus Stål, 1872
- Trapezonotus alticola Zheng, 1981
- Trapezonotus anorus (Flor, 1860)
- Trapezonotus subtilis Jakovlev, 1889

Subgenus Trapezonotus Fieber, 1860
- Trapezonotus aeneiventris Kiritshenko, 1931
- Trapezonotus arenarius (Linnaeus, 1758)
- Trapezonotus breviceps Jakovlev, 1881
- Trapezonotus desertus Seidenstücker, 1951
- Trapezonotus dispar Stål, 1872
- Trapezonotus ullrichi (Fieber, 1837)